# تشارلز هنري سيمونتون
تشارلز هنري سيمونتون (بالإنجليزية: Charles Henry Simonton)‏ (و. 1829 – 1904 م) هو محام، وقاض من الولايات المتحدة الأمريكية .